# کتاب سیاه
کتاب سیاه (به هلندی: Zwartboek) فیلمی دربارهٔ جنگ جهانی دوم به کارگردانی پل ورهوفن است. فیلم در سال ۲۰۰۶ ساخته شده‌است.

## داستان فیلم
دربارهٔ یک زن جوان و زیبای یهودی است که در جریان جنگ جهانی دوم و اشغال هلند توسط ارتش نازی برای بقای خود می‌کوشد. وی برای کمک به گروه‌های آزادی‌بخش با یکی از فرماندهان ارتش نازی طرح دوستی می‌ریزد و از این راه نقشه‌های خود را اعمال می‌کند.

## جوایز جهانی
«کتاب سیاه» در جشنواره فیلم هلند در سال ۲۰۰۶ بیشترین تعداد جایزه را به خود اختصاص داد. رسانه‌های جهانی نیز به فیلم به ویژه بازی کاریس ون هویتن (بازیگر نقش اول زن) واکنش‌های مثبتی نشان دادند. فیلم از سوی هلند برای بخش فیلم‌های به زبان خارجی به اسکار ارسال شد ولی نامزد جایزه نشد.
فیلم تا زمان ساخت، با بودجه ۱۷ میلیون یورویی، پرخرج‌ترین فیلم هلندی بوده‌است و همچنین پرفروشترین فیلم سینمایی هلندی در هلند. تا ۱۲ ژانویه ۲۰۰۷، یک میلیون نفر آنرا تماشا کردند.